# Juquila de León
Juquila de León är en ort i Mexiko.   Den ligger i kommunen Heroica Villa Tezoatlán de Segura y Luna och delstaten Oaxaca, i den sydöstra delen av landet, 240 km sydost om huvudstaden Mexico City. Juquila de León ligger 1 566 meter över havet och antalet invånare är 206.
Terrängen runt Juquila de León är huvudsakligen kuperad. Juquila de León ligger nere i en dal. Runt Juquila de León är det glesbefolkat, med 16 invånare per kvadratkilometer. Närmaste större samhälle är Ciudad de Huajuapan de León, 18,8 km norr om Juquila de León. Omgivningarna runt Juquila de León är en mosaik av jordbruksmark och naturlig växtlighet.